# Samoa américaines aux Jeux olympiques
Les Samoa américaines participent aux Jeux olympiques depuis 1988 et a envoyé des athlètes à chaque jeux depuis cette date. Le pays a participé une fois aux Jeux d'hiver en 1994. 
Le Comité national olympique des Samoa américaines a été créé en 1987 et a été reconnu par le Comité international olympique (CIO) la même année.

## Médailles
| Jeux           | Athlètes | Or | Argent | Bronze | Total | Rang |
| Séoul 1988     | 7        | 0  | 0      | 0      | 0     | –    |
| Barcelone 1992 | 3        | 0  | 0      | 0      | 0     | –    |
| Atlanta 1996   | 7        | 0  | 0      | 0      | 0     | –    |
| Sydney 2000    | 4        | 0  | 0      | 0      | 0     | –    |
| Athènes 2004   | 3        | 0  | 0      | 0      | 0     | –    |
| Pékin 2008     | 4        | 0  | 0      | 0      | 0     | –    |
| Londres 2012   | 5        | 0  | 0      | 0      | 0     | –    |
| Rio 2016       | 4        | 0  | 0      | 0      | 0     | –    |
| Tokyo 2020     | 6        | 0  | 0      | 0      | 0     | –    |
| Total          | Total    | 0  | 0      | 0      | 0     | –    |

| Jeux             | Athlètes | Or | Argent | Bronze | Total | Rang |
| Lillehammer 1994 | 2        | 0  | 0      | 0      | 0     | –    |
| Total            | Total    | 0  | 0      | 0      | 0     | –    |